# Реј Рирдон
Реј Рирдон (енгл. Ray Reardon; Тредегар, 8. октобар 1932 — 19. јул 2024) био је велшки професионални играч снукера. 
Професионалац је постао 1967, освојивши Светско првенство у снукеру у шест наврата и више од десет других турнира. Био је светски шампион 1970, 1973, 1974, 1975, 1976. и 1978. и вицешампион 1982. године. Победио је на првом турниру Пот Блек 1969, на Мастерсу 1976. и на турниру професионалних играча 1982. године (Professional Players Tournament).

## Успеси

### Рангирaна финала: 6 (5 победа, 1 пораз)
| Исход     | Година | Турнир            | Противник у финалу | Резултат |
| --------- | ------ | ----------------- | ------------------ | -------- |
| Победник  | 1974   | Светско првенство | Грејем Мајлс       | 22–12    |
| Победник  | 1975   | Светско првенство | Еди Чарлтон        | 31–30    |
| Победник  | 1976   | Светско првенство | Алекс Хигинс       | 27–16    |
| Победник  | 1978   | Светско првенство | Пери Манс          | 25–18    |
| Финалиста | 1982   | Светско првенство | Алекс Хигинс       | 15–18    |
| Победник  | 1982   |                   | Џими Вајт          | 10–5     |